# Lilla Björstorpasjön
Lilla Björstorpasjön är en sjö i Svenljunga kommun i Västergötland och ingår i Viskans huvudavrinningsområde. Sjöns area är 0,016 kvadratkilometer och den är belägen 182,5 meter över havet.